# Capitán (deporte)

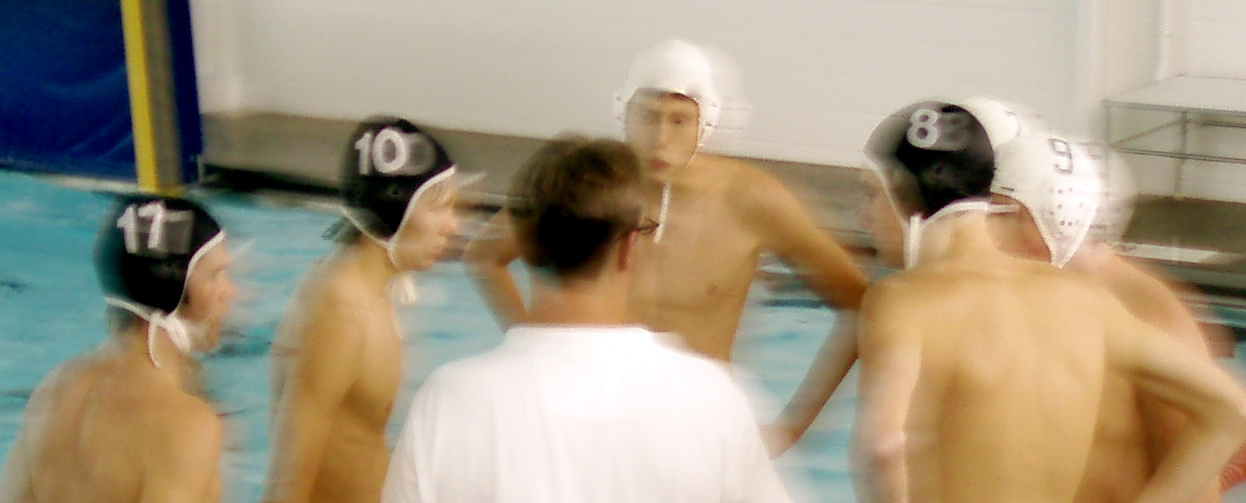
Reunión de un capitán con sus compañeros de equipo antes del comienzo de un partido de waterpolo.

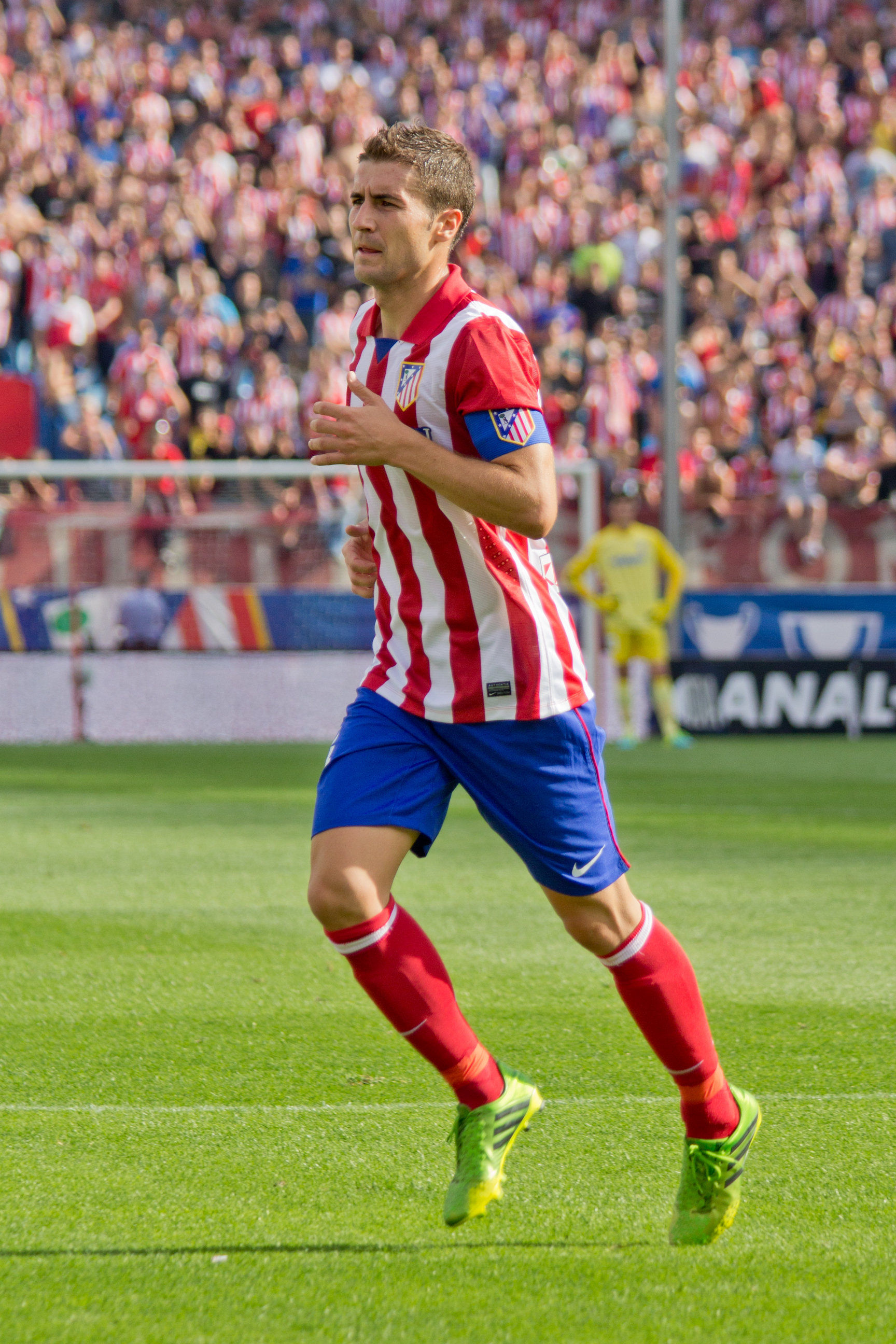
Gabi Fernández, capitán del Atlético de Madrid desde 2012 hasta 2018.

El capitán, en el contexto del deporte, es el representante y portavoz de los jugadores, especialmente durante el desarrollo de los partidos. Suele ser el único jugador en el campo con derecho a dirigirse al árbitro para hacer observaciones o pedir aclaraciones, así como para participar en los sorteos de campo o de saque y firmar el acta del partido. 
En otras ocasiones, como en los equipos de Copa Davis de tenis, el capitán no es un jugador, sino una figura externa más próxima a la de un director o entrenador.
La persona que más tiempo ha estado al frente como capitán de cualquier equipo deportivo es Steve Yzerman, de los Detroit Red Wings en la NHL, quien fue capitán de su equipo durante 20 años, desde 1986 hasta 2006.